# Bockau

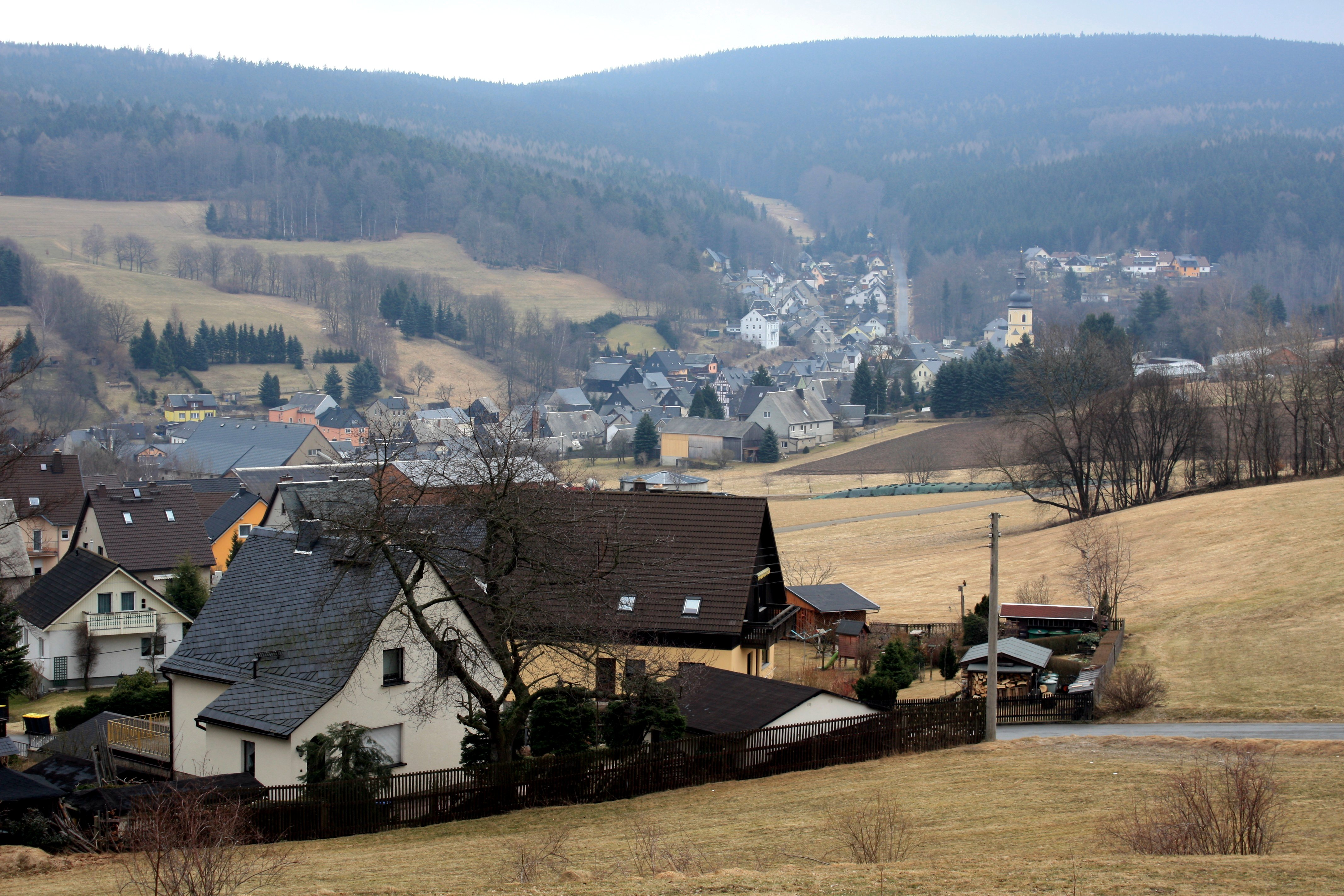
Blick auf den oberen Ortsteil von Bockau

Bockau, in der lokalen Mundart „Bucke“ und auch „Wurzelbucke“ genannt, ist eine Gemeinde im Erzgebirgskreis in Sachsen. Der Ort ist als Kräuter- und Laborantenort bekannt und führt den werbewirksamen Beinamen Laborantendorf des Erzgebirges. Durch den jahrhundertelangen und auch ersten Anbau im Erzgebirge von Angelika, deren Wurzeln in der Arznei- und Likörherstellung verwendet werden, wird Bockau im näheren Umkreis auch „de Wurzelbucke“ genannt.

## Lage und Nachbargemeinden
Der Ort liegt im westlichen Erzgebirge in einer geschützten Talsenke in einem Nebental der Zwickauer Mulde, das sich bis zum 823 m hohen Ochsenkopf bei Jägerhaus hinaufzieht.
| Gemeinde Zschorlau | Stadt Aue-Bad Schlema                       |                        |
|                    | Kompassrose, die auf Nachbargemeinden zeigt | Stadt Lauter-Bernsbach |
| Stadt Eibenstock   |                                             | Stadt Schwarzenberg    |

## Geschichte

### Entstehung des Ortes im 13. Jahrhundert und die Tätigkeiten seiner Bewohner
Zahlreiche Einzelfunde und Grabungselemente lassen den Schluss zu, dass Bockau um 1200 angelegt worden ist. Seinen Namen verdankt es dem Fluss Bockau, der in verschiedenen Schreibweisen wie Bockaw (1470), Puckaw (1495), Buckaw (1534), Pughawe (1541) oder Bockaw (1579) in alten Dokumenten vorkommt und auf das altsorbische bukava (Buchenwasser) zurückgeführt wird. Eine andere Namenserklärung sieht das slawische Wort für Buche bukowina als Herkunft. Dabei sei wahrscheinlich im Zuge der Entwicklung aus der Endung wina ein au geworden. Möglich sei auch die Ableitung aus bukowy (für Buch-).
Fünfzehn Vollbauern siedelten sich hier zunächst an. Neben der Landwirtschaft, der Viehhaltung und der Waldnutzung war zu Beginn des 16. Jahrhunderts der freie Bergbau entstanden. Angelockt vom großen Berggeschrey des Erzgebirges im 16. Jahrhundert (Funde und Abbau von Silber, Zinn, Kobalt, weißer Erde und kiesigem Erz) fanden zahlreiche Bergleute aus dem Harz hier eine neue Heimat, so siedelten sich nun vor allem Zinnseifner in Bockau an. Sie errichteten einfache Wohnhäuser, die nur aus einem Raum bestanden und Seifenhäuschen genannt wurden. Ihre Zahl wurde im Jahr 1568 mit 55 angegeben, bis 1612 wurden bereits 85 Häuser gezählt. Bockau bekam den Status eines Bergfleckens, was vergleichbar war mit dem Status einer Bergstadt, nur war Bockau eben keine Stadt. Die Blütezeit des Bergbaus erstreckte sich bis in das 19. Jahrhundert. Erzgänge von Kobalt-Nickel-Silber oder Zinn in Granit wurden erschlossen und ausgebeutet. Weitere Bodenschätze wie Weißerde, Gelberde oder Schmirgel gehörten bald zu den Abbauprodukten, die erfolgreich in andere deutsche Länder verkauft wurden.
Die Bockauer erhielten vom sächsischen Landesfürsten außerdem das Recht, Pech zu sieden (1450), Vieh zu schlachten, Bier zu brauen, Fischfang im Dorfbach und in Abschnitten der Mulde zu betreiben. Auch die Jagd auf Niederwild war ihnen erlaubt. Wichtige Nebenerwerbsquellen der Bauern waren der Holzeinschlag, die Köhlerei, die Harzweide und die Flößerei.
Der Dreißigjährige Krieg forderte auch in Bockau Opfer. 1632 wurde Bockau von Holk’schen Truppen geplündert. 1633 kamen von 500 Einwohnern 108 durch die Pest um. Auch die schwedischen Truppen brachten 1640 Bockauer um oder plünderten ihre Wohnhütten.

### Erdbeben im Jahr 1770
Im Jahr 1770 war auch Bockau von einem Erdbeben betroffen, über das sogar in einer Zeitung in Augsburg berichtet wurde: Von Leipzig wird gemeldet, daß zu Bockau, Schneeberg, Johann Georgenstadt, Eybenstock und in der ganzen gebürgischen Gegend ein Erdbeben, jedoch sonder Schaden, verspüret worden. Auch George Körner beschreibt das Erdbeben, das sich von Ende Oktober bis in den November mit verschiedenen Erdstößen hingezogen hat, so am 4. November so stark, daß der Grund von steinernen Stockwercken dadurch beweget ward und das Gesperre darauf mit Erschütterung desselben krachte, wie denn auch die Schlösser und eisernen Riegel an den Thüren platzeten und sich rüttelten; um 10 Uhr unter der Predigt etwas nachlassend, doch so, daß man es an der Fenstern verspührete. Das letzte Mal ist das Beben am 20. November 1770 zu spüren gewesen.

### Aufschwung und Ende des Arzneiwesens
Die intensive Waldnutzung führte zur Herausbildung von Kräuter- und Wurzelsammlern und der Weiterverarbeitung mittels alkoholischer oder wässriger Auszüge oder des Eindampfens zu Heilextrakten. Vor allem Bärwurz, Liebstöckel, Angelika, Baldrian und Rhabarber wurden gesammelt. Aus den ätherischen Ölen der Pflanzenteile entstanden heilsame Tinkturen in verschiedener Darreichungsform. Nicht zuletzt brannte man Schnaps. Es entwickelte sich ab 1500 eine Art Arznei-Laboranten-Wesen. Die neu entstandenen Laboratorien verarbeiteten bald auch Rohstoffe aus anderen Gegenden und stellten Pillen, Salben, Balsame, Tropfen, Pulver oder Pflaster her. Eine Einwohnerliste aus dem Jahr 1767 gibt an, dass von 120 Erwerbstätigen die Hälfte Arzneiwaren herstellten oder damit handelten. Aufgrund von Beschwerden von Ärzten und Apothekern, die die Kräutermänner als „unlautere Konkurrenten“ ansahen, wurde die Herstellung immer mehr erschwert, so dass das Laborantentum im 19. Jahrhundert schließlich zum Erliegen kam. Noch im Jahr 1873 bezeichnet Meyers Handlexikon des Allgemeinen Wissens Bockau als „Hauptort des erzgebirgischen Medicinalkräuteranbaus und früheren Olitätenhandels“.

### Kirche
Die erste Kirche war schon im Jahr 1529 vorhanden. Bei der ersten Kirchenvisitation im Januar/Februar des Jahres 1529 wurde festgestellt, dass Bockau zwar noch keinen eigenen Pfarrer hatte und kirchlich zu Aue gehörte, aber bereits eine Kirche gebaut war. Die heutige Barockkirche wurde nach einem grundlegenden Umbau des von 1429 stammenden Kirchenbaus am 6. November 1637 geweiht. Nach neueren Erkenntnissen wurde sie an den vorhandenen kleineren Kirchenraum angebaut. Der Turm entstand 1719 bis 1723. Dehios Handbuch der Kunstdenkmäler bewertet im Band Sachsen II das Innere der Kirche: „Reizvoller Saal mit flacher Felderdecke und umlaufenden Emporen“. Der Altar von 1617 zeigt an den Wangen das kursächsische Wappen, der architektonische Rahmen ist mit Engelsköpfchen geschmückt, ein Gemälde des Abendmahls ist zentral. In „Sachsens Kirchen-Galerie“ stellt Bockaus Pfarrer Friedrich August Apfelstädt im Jahr 1842 heraus: „Dieser Altar enthält ein Gemälde, das jedenfalls das Werk eines großen Meisters, wo nicht des Lucas Cranach ist.“ Richard Steche dagegen nennt es vierzig Jahre später „kunstlos“. Zwei Zinnleuchter aus der Zeit um 1677 mit dem Motiv von Bergleuten erinnern an die Zeit, als auch in Bockau Bergbau betrieben wurde. Die Leuchter sind ein Geschenk des Steigers Samuel Enderlein. Die Kanzel von 1658 mit umfangreichen Schnitzereien in den Farben weiß, gold und blau wird ebenfalls von Engelsköpfchen geziert, in die Felder der Brüstung sind Christus, Moses und Evangelisten als Relieffiguren gesetzt. Eine Reihe von Sargschilden, Grabplatten und Bildnissen auch im Vorraum aus verschiedenen Epochen lassen Teile der Kirchengeschichte erkennen. Eine Grabplatte aus Gusseisen des ersten Bockauer Pfarrers Ehrenfried Hain, der 1685 starb, bezeichnet Dehio als „ausgezeichnete“ Arbeit.
Seit 1678 ist Bockau selbstständige Kirchgemeinde. Das Pfarrhaus von 1736 war früher Schule, ein Kreuzgratgewölbe wird dem Vorgängerbau von 1656 zugeschrieben.
1747 wurde Magister George Körner Pfarrer in Bockau. Er war Chronist und Sprachwissenschaftler sowie der Begründer der Reihe Bockauer jährliche Nachrichten. Sein Porträt hängt in der Kirche. Im Jahr 1768 wurde die musikalische Gesellschaft oder Cantorey gegründet „zur Ehre Gottes und Verherrlichung des öffentlichen Gottesdienstes“. Die 13 Gründungsmitglieder, alles Männer, führt George Körner in seiner Nachlese zur Chronik auf.

### Hungersnot im Jahr 1771/1772
George Körner schrieb in seinem wohl Anfang des Jahres 1772 erschienenen Buch „Altes und Neues von Bockau“ – Nachlese Nr. 6 aus dem Jahr 1772 – über die Hungersnot:
Die Theurung drückt noch heute das Land und sonderlich auch uns an der böhmischen Gränze, wo man durch einen gezogenen militairischen Gürtel die Zufuhre gesperret hat, dergestalt daß aller Handel und Nahrung verfallen ist. Das Bergwerk ist, bis auf Neufund zur St. Johannis Fundgrube wieder eingegangen; die Braunahrung hat auch nachgelassen; der Miswuchs kam darzu, mit anhaltendem Regen zu 6 Wochen lang, und das Armuth mußte fast alles an Kleidungen und Meublen verstoßen, zu Kräutern, Beeren, Schwammen und Kleyenmehle seine Zuflucht nehmen, weil ein Brod zu 6 Pfunden für 7, 8 und 2te halb Groschen nicht bezahlen konnte, davon ihrer viele vermattet und etliche gestorben sind.
Pastor George Körner starb am 3. Mai 1772 in Bockau während der großen Hungersnot. Diese ließ die Einwohnerzahl von 1.015 im Jahr 1756 auf nur noch 973 im Jahr 1772 sinken.

### Bergbau und Industrie
Christoph Gottlob Grundig beschreibt 1754 Bockau als einen „Bergflecken“:
Daselbst ist eine mäßig gebaute Kirche mit einem Pastore. Die darzu gehörige Schule ist klein. … Auch sind hier schöne Bergwerke, aus welchen Silber, Zinn, Bley, Kupffer und Kobald gegraben wird. Ingleichen findet man daselbst diejenige weiße Erde, welche man in die Porcellain-Fabrique nacher Meisen in großer Quantität liefert. Der größte Theil der Einwohner sind Bergleute… Dies schrieb er fast wörtlich bei einem schon 1735 erschienenen Reisebericht ab.
Johann Friedrich Wilhelm von Charpentier berichtete in seinem 1778 erschienenen Werk über die mineralogische Geographie Sachsens, in der Bockauer Grube Johannes würden Kobald- und Silbererze gefunden.
Kobalterz wurde der Ausgangsstoff für einen neuen Industriezweig. Der aus Franken stammende Peter Weidenhammer führte um 1520 die Blaufarbenherstellung im Erzgebirge ein. Doch erst etwa 100 Jahre später gestattete der Kurfürst Johann Georg I. von Sachsen die Gründung eigener Farbmühlen. Erasmus Schindler bekam 1649 die Genehmigung für den Bau eines der fünf großen erzgebirgischen Blaufarbenwerke, das heute Schindlerswerk genannt wird.
Die erzeugte blaue Kobaltfarbe verwendete man zum Färben von Glas und Emaille, für Keramikglasur und später zum Bemalen von Porzellan. Für Sachsens Wirtschaft war die Farbe ein wichtiger Ausfuhrartikel. Als im Jahre 1875 die Eisenbahnlinie Aue–Adorf gebaut wurde, gelang es dem Werk, den Bahnhof für Bockau in seine unmittelbare Nähe zu bekommen, wodurch die Transportbedingungen bedeutend verbessert werden konnten. Die Bedeutung des Werkes kam auch durch den Besuch von König Albert von Sachsen am 7. Juli 1880 zum Ausdruck.
George Körner berichtet von sieben Bergwerken, die im Jahr 1770 in Bockau betrieben wurden: St. Margarethen Fundgrube oder Hennigszeche, Hohneujahrs Stolln, Gnade Gottes Stolln, das Gegentrum der Bleyzeche, Felixstolln, Wilde Bär Fundgrube, St. Johannis neue Fundgrube im Gemeindestolln und Stolln zum Erzengel Michael.

### Neue Gewerbe, Vereine und Sozialgebäude ab dem 19. Jahrhundert

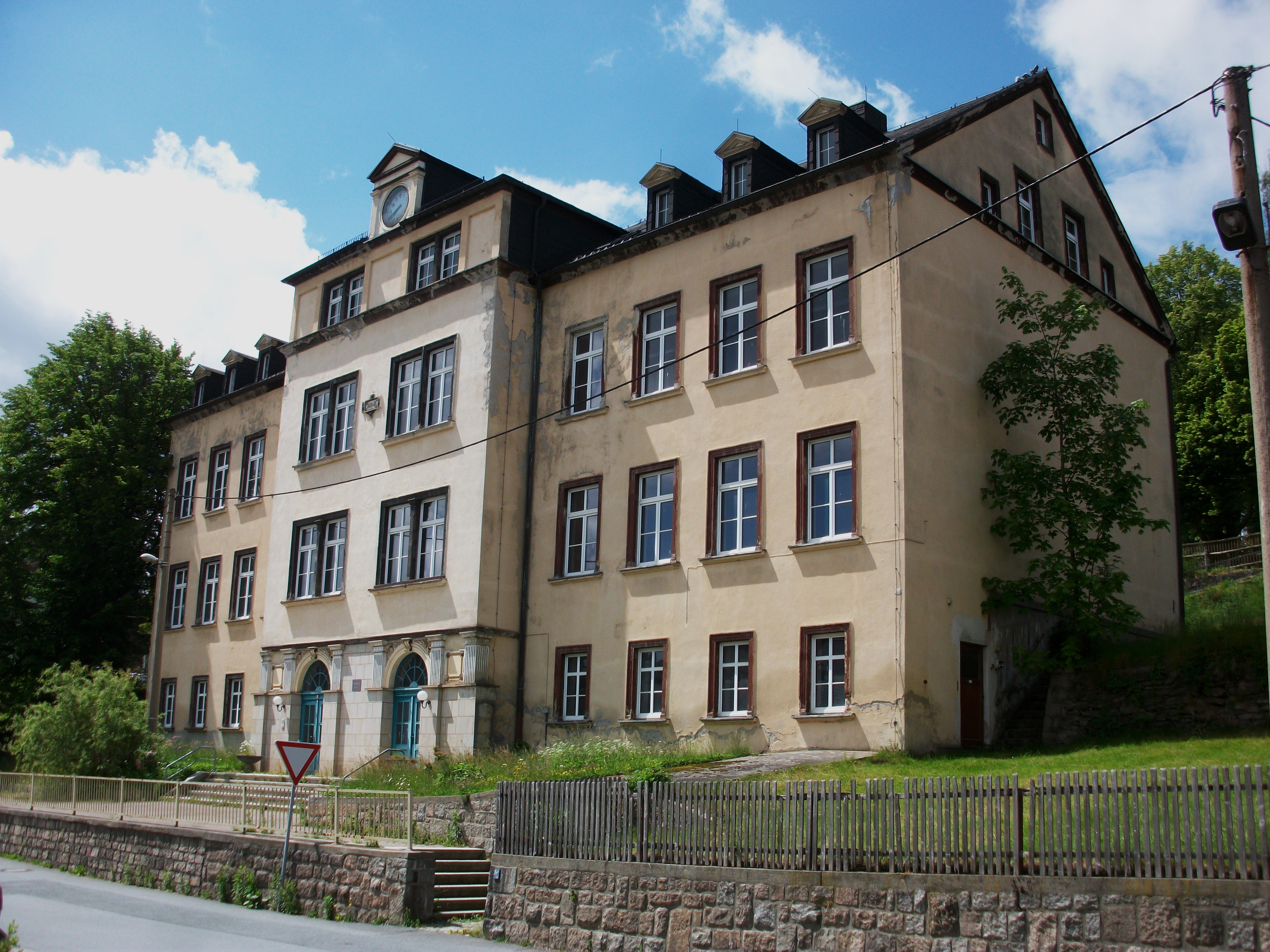
Ehemaliges Schulgebäude von Bockau

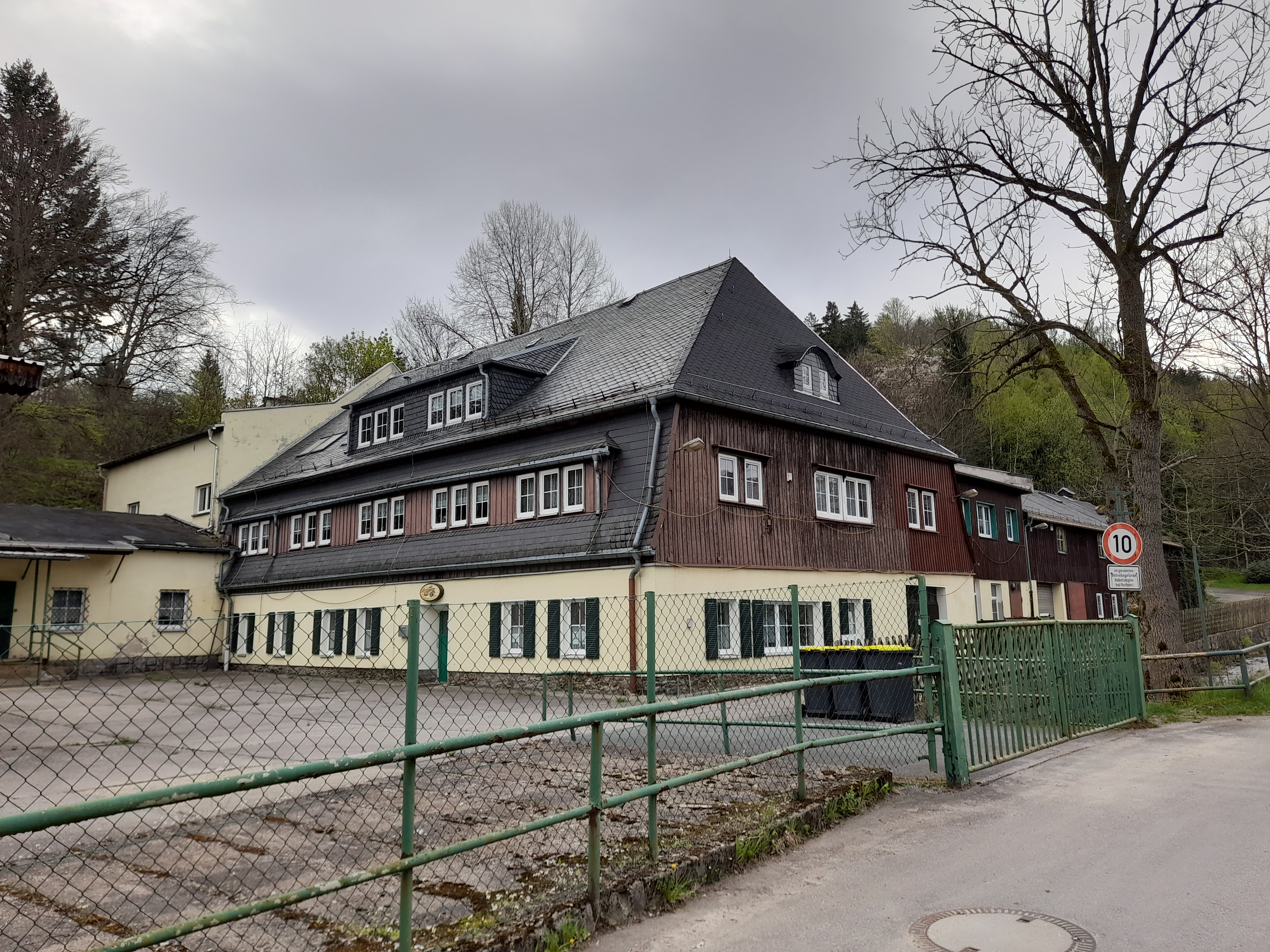
Zechenhaus Bockau, Fabrikationsgebäude der Spirituosenfabrik Bockau

Bis zum 19. Jahrhundert entstanden in Bockau neue Gewerbe wie die Schwefelsäurefabrikation, Korbflechterei (aus Fichtenspan gefertigt, eine Weiterführung der Erfahrungen der Schachtelmacher aus der Laborantenzeit) oder die Wollkämmerei. Bereits 1750 führte Gottlieb Lorenz die Vitriolölbrennerei in Bockau ein. Aus den abgebauten kiesigen Erzen wie Pyrit, die Schwefelsalz (Vitriol) enthalten, wurde durch wochenlanges Erhitzen und „Kochen“ in Steingutgefäßen konzentrierte Schwefelsäure, auch Vitriolöl genannt, gewonnen. Diese wurde zu medizinischen Zwecken eingesetzt und war wichtiger Ausgangsstoff für anorganische und organische Chemikalien. Um 1760 gab es im Ort schon sieben Vitriolhütten. 1812 waren 24 Vitriolölbrennereien in Betrieb.
In einem geografischen Handbuch aus dem ausgehenden 18. Jahrhundert heißt es über Bockau: Bockau oder Buckau, Dorf von 140 Häusern. 1835 wird über die Produktion von Augentabak berichtet: Augentabak, mit heilsamen Kräutern und Oelen vermischt, ist, gleich dem schneeberger Schnupftabak, darauf berechnet, zweckmäßig auf die Organe des Kopfes zu wirken; er wird zu Bockau und Schönheyde aus aromatischen Kräutern verfertigt.
Handschuhnähen und die Einführung der Metallverarbeitung im Stanzwerk brachten weiter Beschäftigung und Verdienst.
Es wurden erste Vereine wie die Freiwillige Feuerwehr Bockau (gegründet 1867), der Sportverein (gegründet 1869), die Schützengesellschaft (gegründet 1871), der Geflügelzüchterverein (gegründet 1872) und der Erzgebirgszweigverein (gegründet 1888) ins Leben gerufen.
Arbeiter aus Bockau verdienten ihren Lohn nun auch in Aue, Schwarzenberg, Schneeberg oder in Lauter. So organisierten sich die Parteien und Gewerkschaften.
1886/1887 wurde die heutige Grundschule erbaut.

### Bockau zwischen 1900 und dem Ende der DDR-Zeit

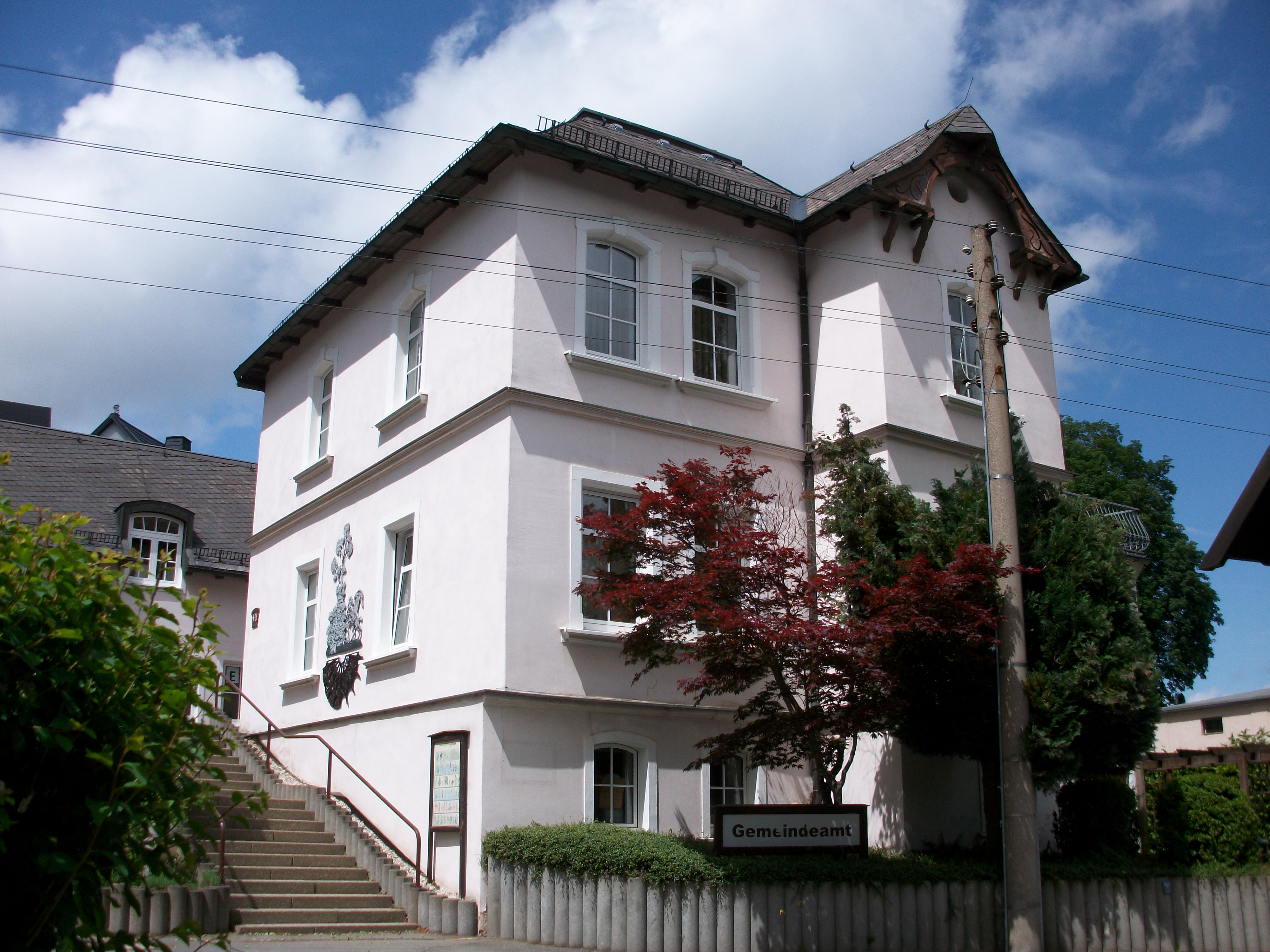
Rathaus Bockau

Die Organisierung der Arbeiterschaft aus Bockau verbesserte sich mit zunehmender Industrialisierung. So demonstrierten am 1. Mai 1903 auch erstmals Bockauer Arbeiter mit roten Fahnen und Transparenten für bessere Arbeitsbedingungen.
Der Erste Weltkrieg forderte auch aus Bockau viele Opfer. Die Namen der Gefallenen stehen auf einer Gedenktafel an der Außenwand der Kirche.

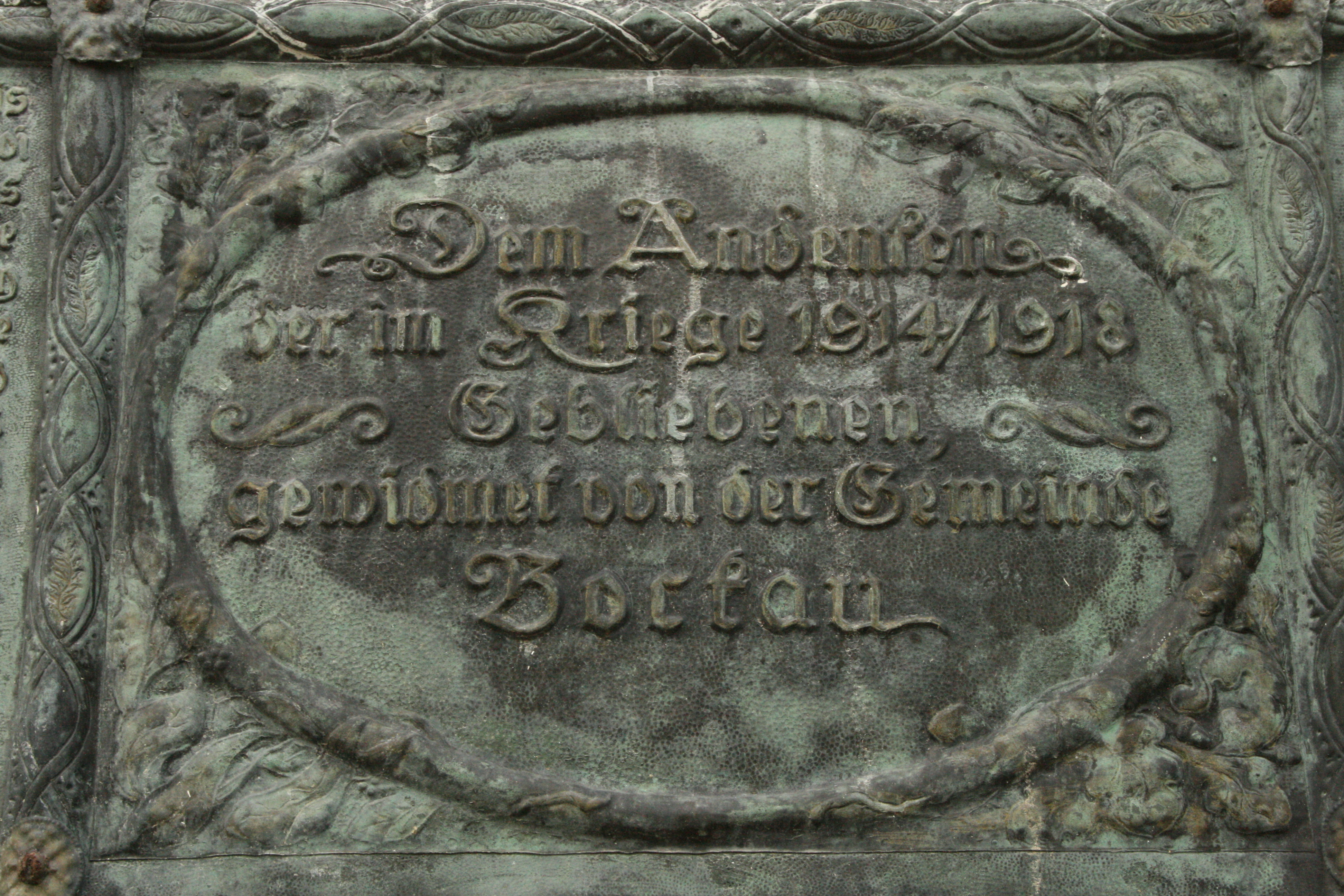
Gedenktafel für die gestorbenen Bockauer Soldaten des Ersten Weltkriegs an der Kirche

1919 gründete sich in Bockau eine kleine Ortsgruppe der KPD und gewann bei den Gemeinderatswahlen 1921 drei Sitze, 1925 bereits 6.
Als Erwerbsmöglichkeiten wurde die Handschuhnäherei durch Einführung von Maschinen weiter vergrößert, Spankörbe wurden in immer größerer Zahl gefertigt und in alle Welt exportiert. In Bockau wurde ein Emaillierwerk errichtet, das jedoch 1924 bereits wieder schließen musste. Unter der Regie des Arbeiter-, Turn- und Sportvereins entstanden 1927 bis 1930 das Freibad und der Sportplatz.
Im Zweiten Weltkrieg starben auch zahlreiche Einwohner Bockaus. Die Namen der Gefallenen finden sich in einem Gedenkbuch, das am Eingang des Pfarramts ausliegt.
Zwischen 1947 und 1950 suchte die SAG/SDAG Wismut im Altbergbaufeld St. Johannes nach Uranerz und wältigte deshalb den alten Friedrich-August-Schacht wieder auf.
Mit der Gründung der DDR 1949 gingen die noch verbliebenen Produktionseinrichtungen wie etwa das Blechstanzwerk oder die Spankorbherstellung in Volkseigentum über. Es entstanden die VEB Blechstanzerei Bockau (untergebracht in einer ehemaligen Wäschefabrik) oder die VEB Erzgebirgische Spankorbfabrik.
Im Jahr 1950 erfolgte der Zusammenschluss dreier kleiner Likörfabriken zur VEB Erzgebirgischen Likörfabrik Bockau, die dem Getränkekombinat Süd angehörte.
Im Rahmen der programmatischen Kollektivierung in der Landwirtschaft entstand 1960 die LPG Bockauer Linde als erzwungener Zusammenschluss der Bockauer Bauern.
Am 14. Mai 1963 wurde der Grundstein für die heutige Oberschule gelegt. Aufgrund seiner guten Lage in waldreicher Umgebung und den zahlreichen Unterkunftsmöglichkeiten in Privatquartieren trug Bockau von 1965 bis 2018 den Titel staatlich anerkannter Erholungsort. In der Folge bauten Großbetriebe im Ort und in seiner Umgebung Betriebsferienheime. Für die Urlauber vor allem in der Sommersaison führte man mehrere kulturelle Veranstaltungen durch.

## Einwohnerentwicklung
Für die Zeit um die Mitte des 16. Jahrhunderts werden für Bockau besessene Mann 25 (Mitte des 18. Jahrhunderts: 34), Inwohner 38 (Gärtner 5) und Häusler 24 (155) angegeben. Im Jahr 1840 gab es 32 Güter und 127 Häuslernahrungen (Haus und Garten), die zusammen 1600 Einwohner beherbergten.
| - 1702: 987 - 1756: 1.015 - 1772: 973 - 1800: 1.250 | - 1834: 1.634 - 1840: 1.600 - 1850: 1.881 - 1871: 1.854 | - 1875: 2.085 - 1890: 2.601 - 1900: 3.117 - 1910: 3.984 | - 1925: 4.344 - 1939: 4.590 - 1946: 4.415 - 1950: 5.303 - 1964: 4.620 |

Folgende Einwohnerzahlen beziehen sich auf den 31. Dezember des jeweils voranstehenden Jahres:Statistisches Landesamt des Freistaates Sachsen
| 1982 bis 1988 - 1982: 3.603 - 1983: 3.573 - 1984: 3.506 - 1985: 3.472 - 1986: 3.436 - 1987: 3.346 - 1988: 3.283 | 1989 bis 1995 - 1989: 3.203 - 1990: 3.112 - 1991: 3.052 - 1992: 2.955 - 1993: 2.950 - 1994: 2.930 - 1995: 2.878 | 1996 bis 2002 - 1996: 2.870 - 1997: 2.836 - 1998: 2.824 - 1999: 2.815 - 2000: 2.760 - 2001: 2.736 - 2002: 2.705 | 2003 bis 2012 - 2003: 2.652 - 2004: 2.633 - 2005: 2.609 - 2006: 2.600 - 2007: 2.538 - 2009: 2.497 - 2012: 2.412 | ab 2013 - 2013: 2.363 - 2015: 2.322 |

## Religionen
- Evangelisch-lutherisch
- Evangelisch-methodistisch
- Landeskirchliche Gemeinschaft

## Politik

### Gemeinderat
Seit der Gemeinderatswahl am 9. Juni 2024 verteilen sich die 10 Sitze des Gemeinderates folgendermaßen auf die einzelnen Gruppierungen:
- CDU: 8 Sitze
- Bürgerinitiative Bockau: 4 Sitze

| \| Partei / Liste \| 2024[30] \| 2024[30] \| 2019[31] \| 2019[31] \| 2014[32] \| 2014[32] \| \| Partei / Liste \| Sitze \| in % \| Sitze \| in % \| Sitze \| in % \| \| ----------------------- \| -------- \| -------- \| -------- \| -------- \| -------- \| -------- \| \| CDU \| 8 \| 65,2 \| 8 \| 84,6 \| 7 \| 74,9 \| \| Bürgerinitiative Bockau \| 4 \| 32,0 \| – \| – \| – \| – \| \| SPD \| – \| 02,8 \| 2 \| 15,4 \| 3 \| 25,1 \| \| Wahlbeteiligung \| 78,6 % \| 78,6 % \| 68,4 % \| 68,4 % \| 48,4 % \| 48,4 % \| | Gemeinderat ab 2024Insgesamt 12 Sitze - BI B: 4 - CDU: 8 |        |        |        |        |        |
| Partei / Liste | 2024                                                     | 2024   | 2019   | 2019   | 2014   | 2014   |
| Partei / Liste | Sitze                                                    | in %   | Sitze  | in %   | Sitze  | in %   |
| CDU | 8                                                        | 65,2   | 8      | 84,6   | 7      | 74,9   |
| Bürgerinitiative Bockau | 4                                                        | 32,0   | –      | –      | –      | –      |
| SPD | –                                                        | 02,8   | 2      | 15,4   | 3      | 25,1   |
| Wahlbeteiligung | 78,6 %                                                   | 78,6 % | 68,4 % | 68,4 % | 48,4 % | 48,4 % |

### Bürgermeisterin
Bürgermeisterin ist Franziska Meier (parteilos). Ihr Vorgänger Siegfried Baumann war seit 2001 im Amt.
| Wahl | Bürgermeister     | Vorschlag       | Wahlergebnis |
| ---- | ----------------- | --------------- | ------------ |
| 2023 | Franziska Meier   | Meier           | 69,8 %       |
| 2015 | Siegfried Baumann | Einzelvorschlag | 60,4 %       |
| 2008 | Siegfried Baumann | Baumann         | 96,1 %       |
| 2001 | Siegfried Baumann | Baumann         | 51,1 %       |
| 1994 | Ludwig Teubner    | CDU             | 100 %        |

### Ortspartnerschaften

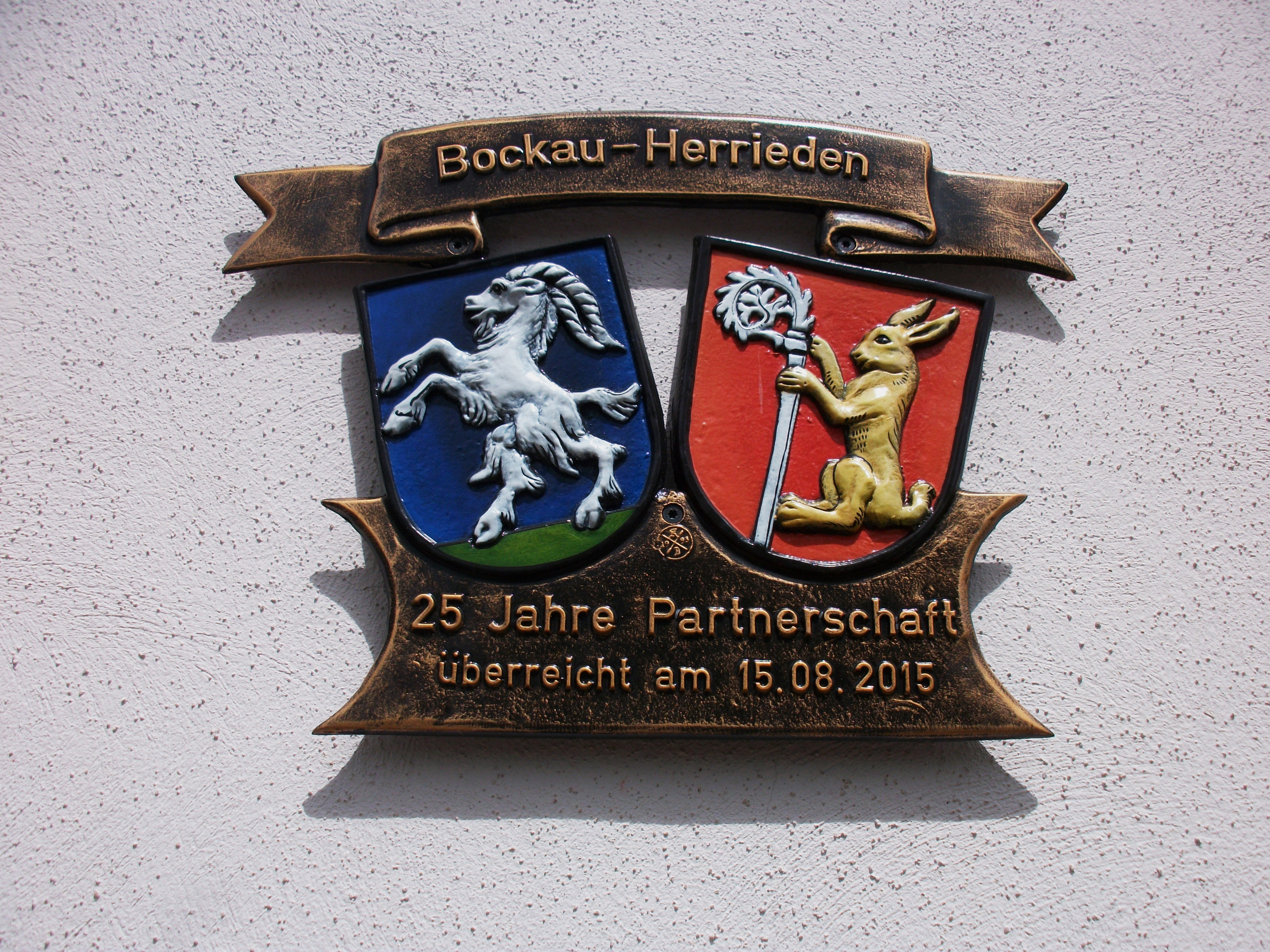
Rathaus Bockau, Gedenktafel 25 Jahre Ortspartnerschaft Bockau–Herrieden

Durch verwandtschaftliche Beziehungen des Bockauer Tischlermeisters Werner Teubner mit der Familie des Herriedener Bürgermeisters Werner Herzog wurden Ende der 1980er Jahre erste Kontakte zu einer Stadt in der Bundesrepublik Deutschland geknüpft. Am 3. Oktober 1990 wurde die Partnerschaftsurkunde unterzeichnet.
Darüber hinaus gibt es eine Partnerschaft mit Neuhof, Ortsteil der Stadt Bad Sachsa im Südharz (Niedersachsen).

## Bockau nach 1990

### Wirtschaft und Infrastruktur
Nach der Wende 1990 erfolgten einige Privatisierungen früherer VEB, die Likörfabrik wurde umgewandelt in die Erzgebirgische Destillerie und Liqueurmanufaktur GmbH Bockau und gehört seitdem zur Marke Altenburger.
Weitere Betriebe wurden stillgelegt, Einwohner wurden dadurch arbeitslos und viele verließen den Ort. Wie die nachfolgende Einwohnerentwicklung zeigt, verlor der Ort seitdem ein Drittel seiner Einwohner.
Seit 1990 wurden intensive Anstrengungen unternommen, den Gewerbetreibenden und Handwerksbetrieben neue Standorte zur Erweiterung zu bieten oder neue Investoren zu finden. Vor allem im Rahmen der europäischen Initiative für ländlichen Raum ist vorgesehen, auf der etwa 8,5 Hektar großen Fläche der ehemaligen Papierfabrik ein Industrie- und Gewerbegebiet entstehen zu lassen.

### Verkehr

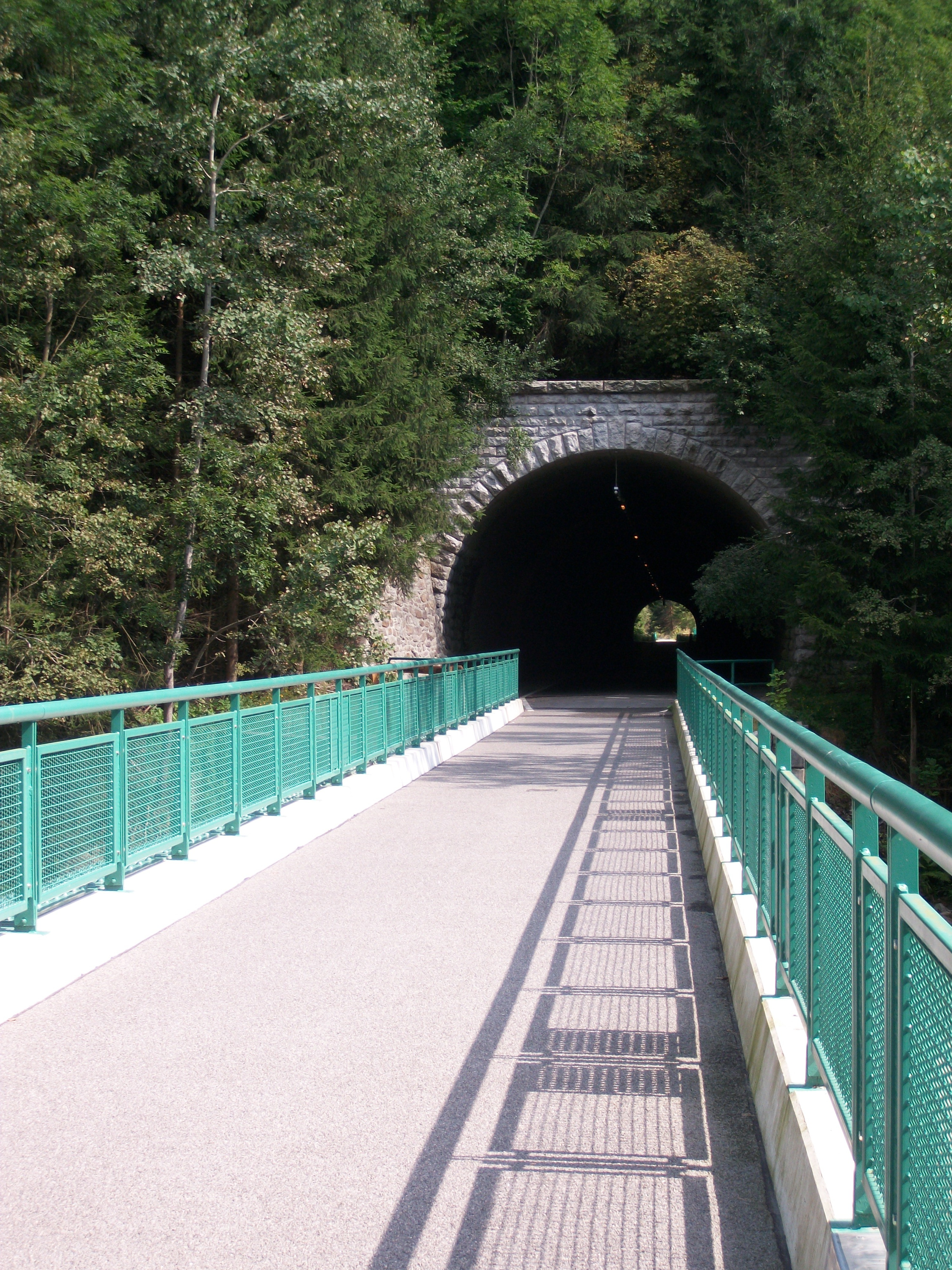
Bockauer Tunnel mit Muldental-Bahnradweg (2013)

Bockau liegt an der Bundesstraße 283. Als typisch gewachsenes Waldhufendorf besteht es aus einem Siedlungsgebiet entlang des Dorfbaches. Eine Kraftomnibuslinie verbindet den Ort mit seinen Nachbargemeinden.
Von 1875 bis zum Bau der Talsperre Eibenstock hatte Bockau eine Station an der Bahnstrecke Chemnitz–Aue–Adorf. Die letzte Fahrt auf dem Abschnitt nach Adorf fand im Oktober 1975 statt, nach Aue und Blauenthal fuhren noch bis 1995 Züge. Die stillgelegte Strecke von Aue über Bockau nach Blauenthal wurde bis 2013 als Teil des Mulderadweges zum Bahntrassenweg umgebaut. Der ehemalige Bockauer Bahnhof liegt entfernt vom Ort im Tal der Zwickauer Mulde.
Von 2017 bis 2019 wurde die Bundesstraße 283 im Bereich der Zwickauer Mulde erneuert. Im Zuge der Bauarbeiten wurde die alte, bis dahin unter Denkmalschutz stehende Rechenhausbrücke durch eine modernere Brücke ersetzt. Seit Dezember 2018 ist die neue Brücke für den Verkehr freigegeben. Im Vorfeld gab es verschiedene Bürgerinitiativen zum Erhalt der alten Rechenhausbrücke. Diese konnten sich allerdings nicht durchsetzen. Bockau verlor dadurch ein wichtiges Baudenkmal.

### Bildung

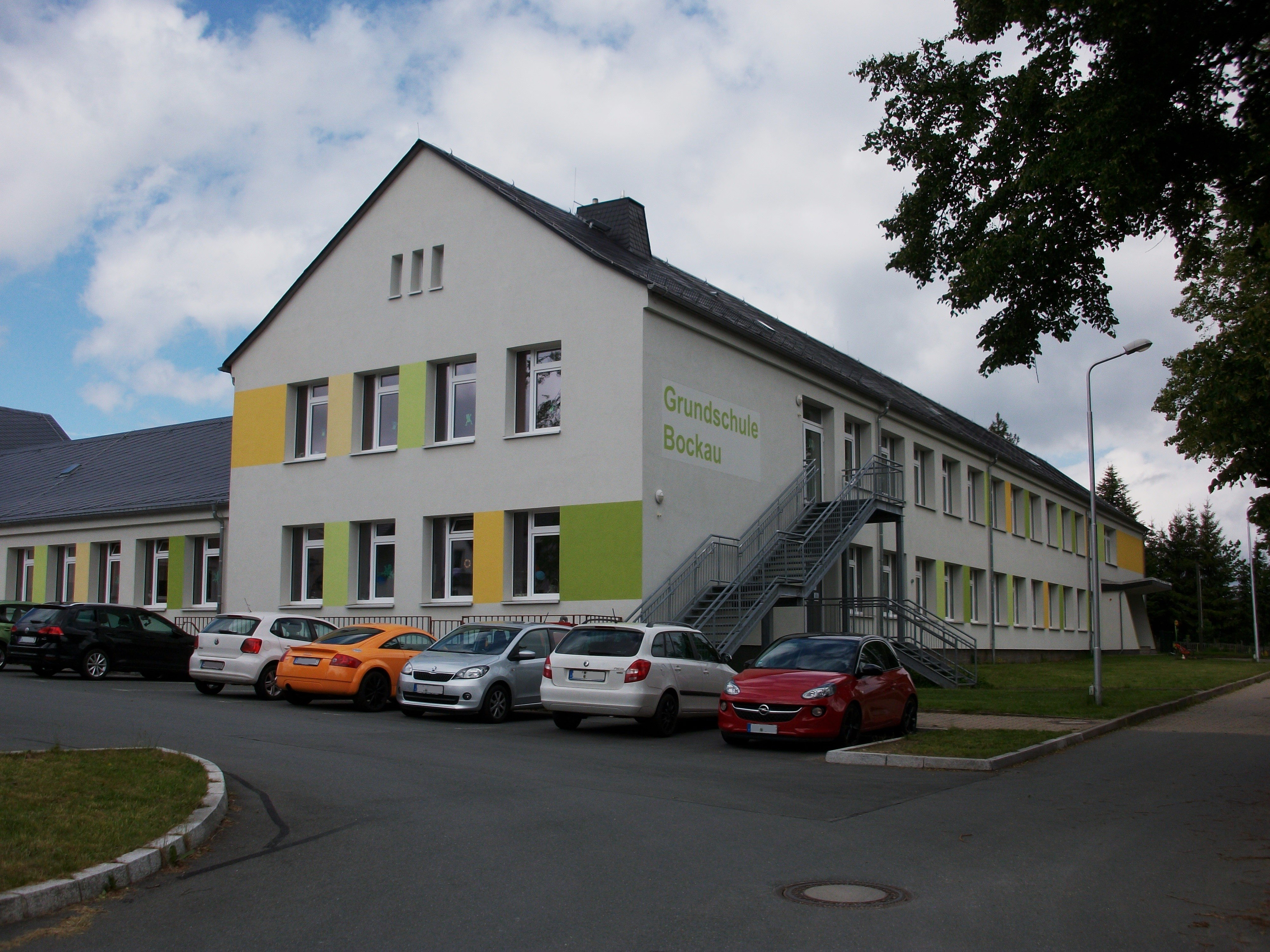
Grundschule Bockau

Die Gemeinde Bockau und die Gemeinde Zschorlau haben einen gemeinsamen Grundschulbezirk mit zwei gleichberechtigten Grundschulen in Bockau und Zschorlau gebildet. Damit ist der Grundschulstandort Bockau dauerhaft gesichert.

### Tourismus
Schon zu Beginn des 20. Jahrhunderts zählte Bockau zu den beliebten „Sommerfrischen“ von Stadtbewohnern. Um den Erholungssuchenden aus Leipzig, Zwickau, Chemnitz und anderen Städten angenehme Aufenthalte zu ermöglichen, entstanden Fremdenzimmer und Gasthäuser. Die Eisenbahn bot eine bequeme Anreisemöglichkeit.
Seit dem Ende der DDR hat die Gemeindeverwaltung etliche Anstrengungen unternommen, die Zahl der Touristen wieder zu vergrößern. Die Infrastruktur und die Sanierung der vorhandenen Gebäude wurden vorangebracht.

## Sehenswürdigkeiten, Kultur und Sport
- siehe auch: Liste der Kulturdenkmale in Bockau

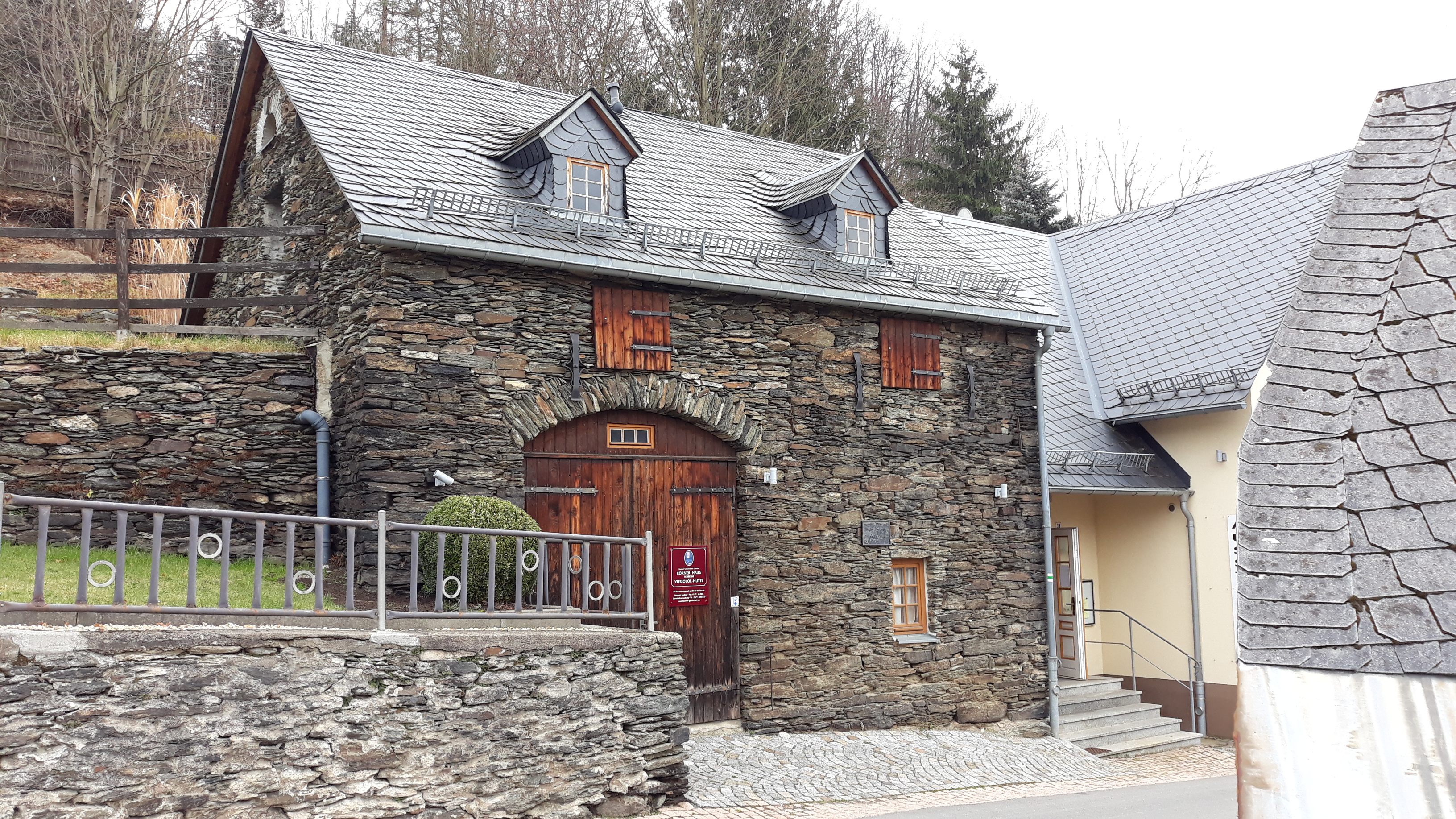
Vitriolölhütte

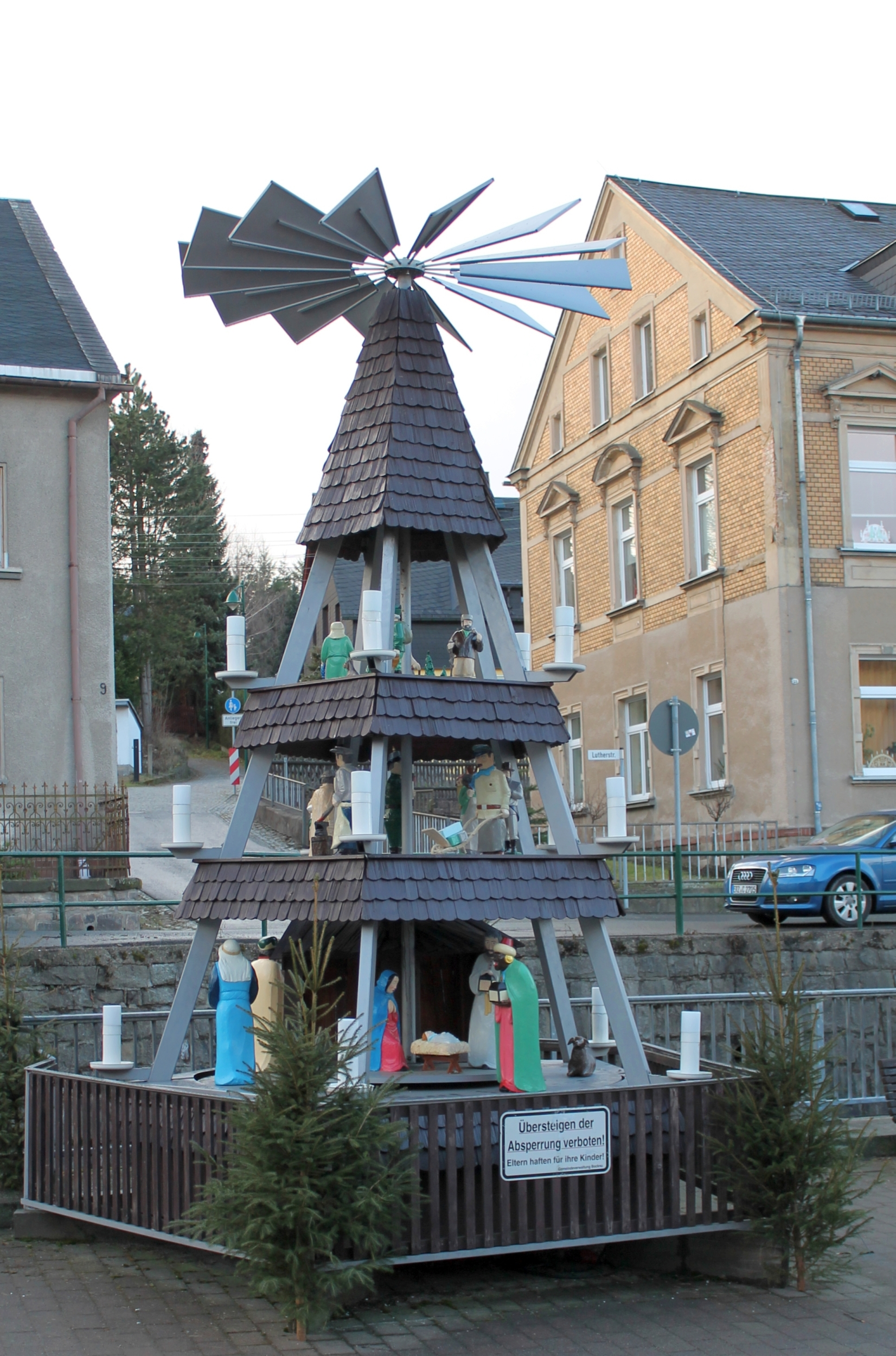
Pyramide

### Sehenswürdigkeiten
- Alpaca-Ranch Zeeh
- Magister Georg Körner-Haus
- Muldentalradweg mit ehemaligem Eisenbahntunnel der Bahnlinie Aue-Blauenthal-Adorf
- Ortspyramide
- Zwei Likörmanufakturen
- Schneeberger Floßgraben, Beginn am Rechenhaus bei Bockau an der Zwickauer Mulde
- Steinbackofen
- Vitriolölhütte
- Wildgehege
- Wurzelstube

### Naturschutz
- Siehe auch: Liste der Naturdenkmale in Bockau

### Vereine und Feste
Das Vereinsleben begann mit der politischen Wende in den 1990er Jahren von neuem, frühere Vereine wurden wieder belebt oder neue gegründet. Bis dahin gab es lediglich Interessengemeinschaften, insbesondere auf sportlichem Gebiet. Seitdem gestalten die Vereine mit ihren Veranstaltungen das vielfältige aktive Leben des Ortes mit. Zur Tradition geworden sind dabei der jährlich stattfindende Buchberglauf im Februar, der jährlich durchgeführte Angelika-Cross-Lauf am 3. Oktober, das seit 1971  stattfindende Wurzelfest mit der Wahl der Wurzelkönigin (diese allerdings erst ab 1997) am 3. Wochenende im August, das Familienfest der Feuerwehr im September oder die Bockauer Kirmes am 1. Sonntag im November.
Folgende Vereine sind in Bockau ansässig:
- Verein zur Förderung des Feuerwehrwesens in der Gemeinde Bockau
- SC Teutonia Bockau
- Skiverein Bockau
- Schützengesellschaft Bockau
- IG Bockauer Bergpreis
- Magister-Georg-Körner-Gesellschaft e. V., Bockau
- Musikverein Holzhacker e. V.
- Junge Gemeinde Bockau

## Persönlichkeiten

### Ehrenbürger
- 1933: Adolf Hitler, Reichskanzler
- 1933: Paul von Hindenburg, Reichspräsident[35]

### Söhne und Töchter der Gemeinde
- Michael Bauer (1662–1745), Bergsänger
- Friedrich Wilhelm Meschwitz (1815–1888), Oberförster in Bockau und Forstinspektor in Dresden
- Liddy Hegewald (1884–1950), Filmproduzentin
- Richard Martin Georgi (1889–1969), Studienrat, Kantor, Dichter in erzgebirgischer Mundart und Komponist
- Herbert Hübner (1903–1989), Rundfunkredakteur
- Rudi Albusberger (1919–2022), Turner und Turnlehrer
- Karl Mann (1920–2010), Jurist, Präsident des Bayerischen Obersten Rechnungshofs
- Annemarie Esche (1925–2018), Philologin, Professorin an der Humboldt-Universität Berlin
- Rudi Georgi (1927–2020), DDR-Wirtschaftsfunktionär
- Siegfried Schlegel (1928–2022), Geografielehrer und Heimatforscher
- Christoph Georgi (1932–2019), Fotograf

### Persönlichkeiten, die vor Ort gewirkt haben
- George Körner (1717–1772), Pfarrer, Chronist und Sprachforscher
- Denise Herrmann-Wick (* 1988), Skilangläuferin und Biathletin, in Bockau aufgewachsen